# Йеремия III Константинополски
Йеремия III (на гръцки: Ιερεμίας Γ΄) е православен епископ, кесарийски митрополит и вселенски патриарх в Константинопол на два пъти (1716-1726) и (1732-1733). По народност е грък родом от остров Патмос.

## Биография
Роден е между 1650 и 1660 г. Ръкоположен за свещеник на родния си остров след което е такъв на Халки и в Кесария. От ноември 1707 г. е кесарийски митрополит. На 23-25 март 1716 г. е избран за Вселенски патриарх, какъвто е почти десетилетие през т.нар. епоха на лалетата. Десетгодишното патриаршество на Йеремия е най-дългият период на непрекъснато управление на един йерарх през XVIII век, въпреки факта, че османските власти практикуват честа смяна дори на предстоятелите на Константинополската църква. Има два опита да бъде низвергнат от патриаршеската катедра – на 1 януари 1718 г. от бурсенският митрополит Кирил и на 17 януари 1720 г. от съперника му бившият патриарх Кирил IV Константинополски, но и двата са неуспешни.
Руският владетел Петър I, и като цар и като император, на няколко пъти отправя питания до Йеремия. През 1724 г. мелкитите в Сирия избират за антиохийски патриарх пролатинския Кирил Танас, но Йеремия обявява избора за недействителен и определя младият монах Силвестър за патриарх, възлагайки му на 8 октомври 1724 г. архиерейска хиротония. Йеремия е свален от патриаршеската катедра на 19 ноември 1726 г. заради конфликт с молдовския владетел Григоре II Гика, след което е заточен в Синайския манастир.
За кратко след реставрацията от въстанието на Патрона Халил е възстановен на патриаршеския трон, но поради паралич е уединен във Великата лавра, където умира през октомври 1735 г.